# Ostoja na Zatoce Pomorskiej
Ostoja na Zatoce Pomorskiej este o arie protejată (sit de importanță comunitară — SCI) din Polonia întinsă pe o suprafață de 243.058,55 ha, integral marine.

## Localizare
Centrul sitului Ostoja na Zatoce Pomorskiej este situat la coordonatele 54°12′30″N 14°52′47″E / 54.2082°N 14.8796°E.

## Înființare
Situl Ostoja na Zatoce Pomorskiej a fost declarat sit de importanță comunitară în septembrie 2006 pentru a proteja 4 specii de animale.

## Biodiversitate
Situată în ecoregiunea continentală, aria protejată conține 1 habitat natural: Bancuri de nisip acoperite în permanență slab de apă marină.
La baza desemnării sitului se află mai multe specii protejate:
- mamifere (2): Halichoerus grypus, marsuin (Phocoena phocoena)
- pești (2): Alosa fallax, Petromyzon marinus